# Eric al II-lea al Danemarcei
Eric al II-lea (n. 1090 – d. 18 septembrie 1137, Urnehoved Tingsted⁠(d), regiunea Syddanmark, Danemarca) a fost regele Danemarcei între 1134 și 1137. Eric a fost fiul nelegitim al lui Eric I al Danemarcei, care a condus Danemarca din 1095 până în 1103. Eric al II-lea s-a răzvrătit împotriva unchiului său Niels al Danemarcei și a fost declarat rege în 1134. Și-a pedepsit sever adversarii și și-a răspătit cu generozitate susținătorii. El a fost ucis de un supus al său în 1137 și a fost urmat de către nepotul lui, Eric al III-lea al Danemarcei.
Eric a fost proclamat rege la adunarea de la Scania, la St. Liber Hill, iar Lund a devenit capitala sa. Kesja s-a întors în Danemarca unde a fost proclamat rege la adunarea Urnehoved din Schleswig. Eric l-a urmărit și l-a ucis atât pe Niels cât și pe fii săi, dintre care doar Olaf Haraldsen a reușit să scape cu viață. 
Apoi a căutat să consolideze și să legitimeze domnia sa, oferind titluri și privilegii susținătorilor săi și proclamându-l pe nepotul lui Asser, Episcop Eskil de Roskilde. El a inițiat procesul de a obține canonizarea cumnatului său Knut Lavar și a stabilit o mănăstire la Ringsted. Eric a vrut să stabilească dreptul divin al regilor și canonizarea lui Knut care îi sprijinea cererea sa la tron. Knut a fost canonizat în cele din urmă în 1170.
Eric a fost cunoscut ca un rege dur cu dușmanii săi. În vara anului 1136, el a organizat o cruciadă împotriva populatiei păgâne de pe insula Rügen din Marea Baltică și capitala sa, Arkona. A ordonat oamenilor săi să sape un canal între oraș și restul insulei, canalul având efectul de a usca apa potabilă care era furnizată în orașul Arkona, forțând orașul să se predea. Înainte de acest succes în Arkona, Eric a învins în bătălia navală din 1135 în apropiere de coasta Danemarcei și slavii sub conducerea ducelui Ratibor I de Pomerania a devalizat orașul Roskilde. Un an mai târziu, după luptă de la Konungahela, (în prezent în Kungälv, Suedia) a jefuit și acest oraș. L-a însoțit pe Magnus într-o campanie de succes în Norvegia, unde a reușit să incendieze orașul Oslo. Când a aflat că Eskil ridicase nobilii din Zeeland împotriva sa, Eric a plecat în nord pentru a înfrunta rebeliunea care se răspândea cu rapiditate în întregul Funen și Iutlanda, amendându-l puternic pe Eskil.
În anul 1130, Eric s-a căsătorit cu Malmfred de Kiev, fiica Marelui Duce Mstislav I de Kiev și a Cristinei Ingesdotter al Suediei. Malmfrid a fost soția anterioară a regelui Sigurd I al Norvegiei. Împreună cu amanta sa, Thunna, Eric l-a avut pe fiul nelegitim Svend, care mai târziu avea să ajungă regele Svend al III-lea al Danemarcei.  
Moartea lui Eric este prezentată de Arild Huitfeldt: Un conducător aspru și nepopular, Eric a murit la Urnehoved în 1137. Regele Eric a fost lovit de un nobil local, Sorte Plov. Conform legendei, Sorte Plov i-a cerut permisiunea de a se apropia de rege, cărând o suliță cu un bloc de lemn care îi proteja vârful. După ce a considerat că regele nu purta zale pe sub tunica sa, Sorte Plov a dat jos protecția suliței și l-a înjunghiat pe rege. Nepotul regelui, Eric Håkonssøn a pășit înainte cu sabia în mână, însă nobilul i-a spus să se oprească, văzând cum Eric Håkonssøn era următorul în linie la tron, fiind singurul bărbat adult al familiei roiale. Potrivit legendei, Sorte Plov a scăpat cu viață. 